# Elymus mucronatus
Elymus mucronatus är en gräsart som först beskrevs av Philipp Filip Maximilian Opiz, och fick sitt nu gällande namn av Hans Joachim Conert. Elymus mucronatus ingår i släktet elmar, och familjen gräs. Inga underarter finns listade i Catalogue of Life.